# Belinda Emmett
Belinda Jane Emmett (* 12. April 1974 in Umina Beach, New South Wales; † 11. November 2006 in Sydney) war eine australische Schauspielerin und Moderatorin.

## Leben
Sie hatte 1994 ihre erste Fernsehrolle in der Sitcom Hey Dad!. Dort spielte sie eine Staffel lang die Rolle der Tracy Russell. Danach folgte von 1996 bis 1999 eine Rolle in der Serie Home and Away und ein längeres Engagement in der Dramaserie All Saints.
Die Schauspielerin war auch Moderatorin, unter anderem führte sie durch die Show All time greatest Bloopers. Am 29. Januar 2005 heiratete sie in Sydney den Filmproduzenten und TV Star Rove McManus.
1998 wurde bei ihr Brustkrebs diagnostiziert, den sie aber zunächst erfolgreich bekämpfen konnte, ehe 2001 Knochenmarkkrebs festgestellt wurde. An diesem starb sie im Alter von 32 Jahren.

## Filmografie
- 1994: Hey Dad! (Hey Dad…!, Fernsehserie)
- 1995–1999: Home and Away (Fernsehserie)
- 2000–2001: All Saints (Fernsehserie)
- 2002: The Nugget